# حبيل الخراب (القبيطة)

تعديل مصدري - تعديل

حبيل الخراب هي إحدى قرى عزلة كرش بمديرية القبيطة التابعة لمحافظة لحج، بلغ تعداد سكانها 36 نسمة حسب تعداد اليمن لعام 2004.